# Suriname ai Giochi della XXIX Olimpiade
Il Surinameha partecipato ai Giochi della XXIX Olimpiade di Pechino, svoltisi dall'8 al 24 agosto 2008, con una delegazione di 4 atleti.

## Atletica leggera
| Gara            | Atleta             | Batterie | Batterie | Quarti | Quarti | Semifinali | Semifinali | Finale | Finale |
| Gara            | Atleta             | Tempo    | Pos.     | Tempo  | Pos.   | Tempo      | Pos.       | Tempo  | Pos.   |
| --------------- | ------------------ | -------- | -------- | ------ | ------ | ---------- | ---------- | ------ | ------ |
| 100 m maschili  | Jurgen Themen      | 10"61    | 54       |        |        |            |            |        |        |
| 200 m femminili | Kirsten Nieuwendam | 24"46    | 7        |        |        |            |            |        |        |

## Nuoto
| Gara                        | Atleta                 | Batterie | Batterie | Semifinali | Semifinali | Finale | Finale |
| Gara                        | Atleta                 | Tempo    | Pos.     | Tempo      | Pos.       | Tempo  | Pos.   |
| --------------------------- | ---------------------- | -------- | -------- | ---------- | ---------- | ------ | ------ |
| 100 m farfalla maschili     | Gordon Touw Ngie Tjouw | 54"54    | 49       |            |            |        |        |
| 50 m stile libero femminili | Chinyere Pigot         | 27"66    | 56       |            |            |        |        |